# Itaberaí Esporte Clube
Itaberaí Esporte Clube é um clube brasileiro de futebol da cidade de Itaberaí, no estado de Goiás.
Em 2023, a equipe profissional do Itaberaí disputa a terceira divisão estadual.

## História
O Itaberaí Esporte Clube é um clube de futebol localizado na cidade de Itaberaí, no estado de Goiás, Brasil. Foi fundado em 5 de julho de 1955 e tem as cores verde e branco como suas cores tradicionais. O clube manda seus jogos no Estádio Rio das Pedras.
Atualmente, o clube está competindo na Terceira Divisão do Campeonato Goiano, que é a terceira divisão do futebol goiano. Além disso, o Itaberaí também participa dos campeonatos Goianos nas categorias Sub-20, Sub-17 e Sub-15, todos da Série A, que é a primeira divisão dos campeonatos de base em Goiás.
Em 2014, o Itaberaí disputou a Terceira Divisão Goiana. A equipe superou seus adversários, Conquistando assim o título da Terceira Divisão do Campeonato Goiano, o que lhe deu o direito ao acesso a segunda divisão estadual. Em 2015, o clube jogou na Série B do Campeonato Goiano.
O Itaberaí Esporte Clube adota uma administração no formato de clube empresa - SAF (Sociedade Anônima de Futebol), demonstrando seu compromisso com a ética e transparência na gestão. Além disso, o clube exibe a frase "Deus é Fiel" em seus uniformes, anúncios e ônibus, expressando sua gratidão a Deus.

## Títulos
| Estaduais | Estaduais                            | Estaduais | Estaduais  |
|           | Competição                           | Títulos   | Temporadas |
| --------- | ------------------------------------ | --------- | ---------- |
|           | Campeonato Goiano - Terceira Divisão | 1         | 2014       |

## 2023
Em 2023 o clube disputa a Terceira Divisão do Campeonato Goiano. A equipe integra o Grupo B, juntamente com: Trindade, Tupy de Jussara, Mineiros Esporte Clube e Rioverdense.

### 1º Turno

#### 1ª Rodada
Na primeira rodada da competição o Itaberaí não teve jogo, pois com a saída no União Inhumas da competição, em cada rodada o grupo terá uma equipe de folga.

#### 2ª Rodada
Na segunda rodada da competição o Itaberaí venceu a equipe da Rioverdense pelo placar de 2 a 1. No estádio  Pedro Romualdo Cabral, no dia 9 de setembro de 2023.

#### 3ª Rodada
Na terceira rodada o Itaberaí venceu a equipe do Tupy de Jussara pelo placar de 2 a 2. Jogo realizado dia 17 de setembro no estádio  Geraldo Rodrigues.

#### 4ª Rodada
Na quarta rodada o Itaberaí venceu a equipe do Trindade pelo placar de 2 a 1. Jogo realizado dia 24 de setembro no estádio  Abrão Manoel da Costa.

#### 5ª Rodada
Na quinta rodada o Itaberaí foi derrotado pela equipe do Mineiros, pelo palcar de 2 a 1,  no Estadio Odilon Flores, no dia 1 de outubro.

### 2º Turno

#### 1ª Rodada
Na primeira rodada do segundo turno o Itaberaí venceu a equipe do Mineiros pelo placar de 3 a 1. No estádio Amintas de Freitas, no dia 8 de outubro de 2023.

#### 2ª Rodada
Na segunda rodada o Itaberaí empatou com a equipe do Trindade pelo placar de 0 a 0. No estádio  Geraldo Rodrigues, no dia 15 de outubro de 2023.

#### 3ª Rodada
Na terceira rodada o Itaberaí sofreu sua primeira derrota na competição, perdendo para a equipe do Tupy de Jussara pelo placar de 3 a 1. Jogo realizado dia 21 de outubro também no estádio  Geraldo Rodrigues.

#### 4ª Rodada
Na quarta rodada o Itaberaí aplicou uma goleada de 5 a 0 sobre a Rioverdense. Jogo realizado dia 28 de outubro no estádio  Jaime Guerra.

#### 5ª Rodada
Na quinta rodada o Itaberaí não jogará, já que o grupo inclui 5 equipes, e em cada rodada, uma equipe descansa.
A equipe somou na primeira fase da competição 16 pontos, classificando-se em segundo lugar no grupo B. Nas oito partidas disputadas, foram cinco vitórias, um empate e duas derrotas.

#### 2ª Fase
Na segunda fase, a equipe disputou uma das semifinais contra a equipe do Trindade.
A primeira partida do confronto aconteceu no Estádio Jaime Guerra, onde o Itaberaí venceu pelo placar de 1 a 0. O gol foi marcado pelo zagueiro João Leite.[carece de fontes?]
Na segunda partida, o time foi derrotado por 1 a 0 no Estádio Abrão Manoel da Costa. O levou a decisão para os penaltis. Nos penaltis, a equipe do Itaberaí acabou sendo derrotada por 5 a 4 pela equipe do Trindade.[carece de fontes?]

### Artilheiro da equipe
Diego Vasconcelos Coelho, ou simplesmente, Diego, já marcou na competição cinco gols, sendo até o momento o artilheiro da equipe no campeonato.
Diego, que era meia na base do Atlético Goianiense, tem 19 anos e agora atua como atacante no Itaberaí.

## 2024
Na temporada 2024, o Itaberaí disputou o Campeonato Goiano da Terceira Divisão.
A equipe fez parte do Grupo B, juntos com Mineiros, Guanabara City, Bela Vista e América.
Na competição o Itaberaí disputou oito partidas, somando apenas cinco pontos com: uma vitória, dois empates e cinco derrotas. Terminando ali sua participação no campeonato.